# Лайнгсбург (Мічиган)
Лайнгсбург (англ. Laingsburg) — місто (англ. city) в США, в окрузі Шаявассі штату Мічиган. Населення — 1424 особи (2020).

## Географія
Лайнгсбург розташований за координатами 42°53′26″ пн. ш. 84°21′1″ зх. д. / 42.89056° пн. ш. 84.35028° зх. д. (42.890560, -84.350399).  За даними Бюро перепису населення США в 2010 році місто мало площу 4,39 км², з яких 3,82 км² — суходіл та 0,57 км² — водойми.

## Демографія
Згідно з переписом 2010 року, у місті мешкали 1283 особи в 463 домогосподарствах у складі 335 родин. Густота населення становила 292 особи/км².  Було 536 помешкань (122/км²).
Расовий склад населення:
| - 96,6 % — білих - 0,4 % — корінних американців - 0,4 % — чорних або афроамериканців - 0,4 % — азіатів |

До двох чи більше рас належало 1,9 %. Частка іспаномовних становила 1,4 % від усіх жителів.
За віковим діапазоном населення розподілялося таким чином: 31,6 % — особи молодші 18 років, 58,9 % — особи у віці 18—64 років, 9,5 % — особи у віці 65 років та старші. Медіана віку мешканця становила 33,3 року. На 100 осіб жіночої статі у місті припадало 101,1 чоловіків;  на 100 жінок у віці від 18 років та старших — 97,3 чоловіків також старших 18 років.
Середній дохід на одне домашнє господарство  становив 62 786 доларів США (медіана — 49 868), а середній дохід на одну сім'ю — 62 842 долари (медіана — 55 227). Медіана доходів становила 47 125 доларів для чоловіків та 36 250 доларів для жінок. За межею бідності перебувало 5,2 % осіб, у тому числі 5,8 % дітей у віці до 18 років та 4,7 % осіб у віці 65 років та старших.
Цивільне працевлаштоване населення становило 559 осіб. Основні галузі зайнятості: освіта, охорона здоров'я та соціальна допомога — 19,9 %, роздрібна торгівля — 14,7 %, виробництво — 9,5 %, будівництво — 8,8 %.